# Portumnus lysianassa
Portumnus lysianassa is een krabbensoort uit de familie van de Carcinidae. De wetenschappelijke naam van de soort is voor het eerst geldig gepubliceerd in 1801 door Herbst.